# Kimi ga Shinu made Koi wo Shitai
Kimi ga Shinu made Koi wo Shitai (きみが死ぬまで恋をしたい Quiero enamorarme de ti hasta que mueras?) es una serie de manga yuri  escrita e ilustrada por Aono Nachi. Fue serializada al principio por la revista de  Ichijinsha Comic Yuri Hime de  agosto de 2018 a enero de 2020, posteriormente fue movida su serializacion para las revistas en línea  PixivYurihime e Ichijin Plus. En Estados Unidos fue licenciada por Kodansha USA. Una adaptación a anime ha sido anunciada a cargo del estudio ROLL2.

## Sinopsis
En una escuela que acoge a niños huérfanos y los cría para que sean armas mágicas para la guerra, una mañana, Sheena Totsuki, de 14 años, pierde repentinamente a su compañera de habitación, Sheena reprime su dolor y trata de actuar fuerte, hasta que más tarde esa misma noche una niña cubierta de sangre se acerca a ella. A pesar de sus heridas, la niña permanece alegre, para gran confusión de Sheena. Al día siguiente, la niña se une a la clase de Sheena como nueva estudiante y se presenta como Mimi Kagari, mientras Sheena descubre que se rumorea que Mimi es el arma secreta de la escuela, ya que aparentemente no puede morir. La pareja se convierte en compañera de habitación y se vuelve más cercana a pesar de sus diferentes perspectivas sobre su situación dentro de la escuela.

## Personajes
Sheena Totsuki (トツキ シーナ Totsuki Shīna?)
Voz por: Rie Takahashi (PV, anime)
Una niña de 14 años. Tanto su magia como sus notas son muy promedio. Odia la guerra y que cualquiera salga herido, y cuestiona la misión que se le ha encomendado como arma. Debido a sus números de clase,  está en la misma habitación que Mimi y también está emparejada con ella, en cierto punto empieza a tener sentimientos por ella.
Mimi Kagari (カガリ ミミ Kagari Mimi?)
Voz por: Rina Hidaka (PV, anime)
Una chica misteriosa que llega a la escuela de Sheena. Se rumorea que es el arma secreta de la escuela que nunca muere. Posee poderes más allá de la imaginación a pesar de su apariencia joven y sus palabras y acciones inocentes, y no duda en matar a sus enemigos. Incluso si resultan heridos en batalla hasta el punto en que ya no se parecen a un humano, aún pueden ser revividos.
Lizzy Seiran (リジィ セイラン Rīji Seiran?)
Voz por: Asami Seto (PV, anime)
Una chica que es compañera de clase de Sheena. Es seria y tiene un fuerte sentido de la justicia. Viaja con Ali y aparentemente con ella siente algo más que amistad.
Ali Maud (モード アリ Mōdo Ari?)
Voz por: Yui Ishikawa (PV, anime)
Una chica que es compañera de clase de Sheena. Ella siempre está sonriendo y tiene una personalidad gentil. Tiene tendencia a decir lo que piensa directamente, lo que siempre termina jugando con Seiran.

## Medios de comunicación
Escrita e ilustrada por Aono Nachi,  se serializó en Comic Yuri Hime de Ichijinsha desde agosto de 2018 hasta enero de 2020,  antes de pasar a la serialización en línea tanto en la página PixivYurihime en el sitio web de Pixiv Comic como en Ichijin Plus . La serie ha sido recopilada en ocho volúmenes tankōbon.
La serie está autorizada para su lanzamiento en inglés en América del Norte por Kodansha USA . 

### Volúmenes
| Núm. | Fecha de publicación   | ISBN                                               |
| ---- | ---------------------- | -------------------------------------------------- |
| 1    | 18 de enero del 2019   | ISBN 978-4-7580-7898-6                             |
| 2    | 18 de julio del 2019   | ISBN 978-4-7580-7964-8                             |
| 3    | 31 de julio del 2020   | ISBN 978-4-7580-2147-0                             |
| 4    | 30 de junio del 2021   | ISBN 978-4-7580-2267-5                             |
| 5    | 30 de abril del 2022   | ISBN 978-4-7580-2399-3 ISBN 978-4-7580-2400-6 (SE) |
| 6    | 25 de enero del 2023   | ISBN 978-4-7580-2497-6                             |
| 7    | 29 de febrero del 2024 | ISBN 978-4-7580-2648-2                             |
| 8    | 17 de marzo del 2025   | ISBN 978-4-7580-2865-3                             |

### Anime
Se anunció una adaptación a  anime el 2 de marzo de 2025. La serie será producida por Roll2 y dirigida por Takudai Kakuchi, con Yasushi Tomoda como asistente de dirección, Jukki Hanada manejando la composición de la serie, Kyoko Yufu diseñando los personajes y Yukari Hashimoto componiendo la música. 

## Recepción
Kimi ga Shinu made Koi wo Shitai fue nominada al premio Next Manga Award 2019 en la categoría de manga impreso.  También apareció en la lista “Deberías leer este manga” de MyAnimeList de 2024 dentro de la categoría Arte/Historia única.  